# 東京大学丸和柏FUSIONフィールド
東京大学 丸和 柏FUSIONフィールド（とうきょうだいがく まるわ かしわフュージョンフィールド）は、千葉県柏市の東京大学柏地区キャンパスにある施設。
天然芝および人工芝が整備された2つのラグビー場、クラブハウスやトレーニング機器、UTSSI（University of Tokyo Sports Science Initiative、東京大学スポーツ先端科学連携研究機構）の拠点となる研究室があり、丸和運輸機関ラグビー部AZ-COM丸和MOMOTARO'Sの練習および選手データ提供のほか、東京大学関係者の福利厚生施設として利用される。

## 概要
2021年7月、東京大学の柏キャンパスの敷地約5万2000平方メートルに、計測機器を配置した人工芝のラグビー場などを含む研究施設の建設計画が発表された。この計画に向けて、丸和運輸機関の和佐見勝社長が個人で、初期投資分20億円（後述「寄付内容」を参照）と 年間1000万円（20年間分、計2億円）の研究費を寄付した。
2022年9月に竣工し、東京大学スポーツ先端科学連携研究機構（UTSSI）による研究およびスポーツ競技開催や学内の福利厚生に使用されている。2023年春には天然芝グラウンドの整備が完了した。
丸和運輸機関のラグビー部「AZ-COM丸和MOMOTARO'S」は、ここを練習施設として使用し、以下のように選手データを研究用として東京大学UTSSIに提供するなどしている。

### 共同研究概要
- 研究機関：UTSSI（東京大学スポーツ先端科学連携研究機構）
- 研究対象：丸和運輸機関ラグビー部「AZ-COM丸和MOMOTARO'S 」
- 研究内容：選手のコンディショニングの「最適化」と「強化」を合理的に達成する、ラグビー選手のための最先端の「フィジカル・メンタル強化システムの開発」

## 寄付内容
丸和運輸機関の和佐見勝社長による寄付内容は以下の通り。
出典
- 用地造成・外構工事
- フィールド 人工芝工事
- フィールド 天然芝工事
- 半屋外練習場 建設工事
- クラブハウス 建設工事
- 半屋外練習場
- クラブハウス（研究室含む）
- フィールド 人工芝 整備
- フィールド 天然芝 整備

## 交通
出典
- つくばエクスプレス「柏の葉キャンパス駅」から2 km
- 東武アーバンパークライン「江戸川台駅」から2.7 km
- 常磐線「柏駅」から5.7 km
- 常磐自動車道「柏IC」出口